# Lise Cabble
Lise Cabble (født 10. januar 1958 på Amager) er en dansk sangerinde og sangskriver, der var forsanger i ny-rock gruppen Clinic Q fra 1978 til 1985 og rockbandet Miss B. Haven fra 1986 til 1997. Siden har hun skrevet en lang række sange for mange forskellige grupper og sangere. Hun har deltaget 12 gange som sangskriver ved Dansk Melodi Grand Prix, og har heraf vundet fire gange. Først i 1995 (Aud Wilken med "Fra Mols til Skagen"), så i 2011 (A Friend in London med "New Tomorrow"), i 2013 (Emmelie de Forest med "Only Teardrops") og senest i 2019 (Leonora med "Love is Forever").

## Melodi Grand Prix
Lise Cabble har skrevet adskillige sange til Dansk Melodi Grand Prix. Første gang hun deltog, var da hun sammen med trommeslageren fra Miss. B. Haven, Mette Mathiesen, skrev "Fra Mols til Skagen", der vandt i 1995 og blev fremført af Aud Wilken. Sangen opnåede en femteplads i Eurovision Song Contest.
Ved Dansk Melodi Grand Prix 2000 havde hun skrevet Sanne Gottliebs "Uden dig", der kom på en tredjeplads. Ved Dansk Melodi Grand Prix 2001 deltog Gottlieb med sangen "Tog jeg fejl", der ligesom det forrige år var skrevet i samarbejde med Mette Mathiesen.
Aud Wilken deltog for anden gang ved Dansk Melodi Grand Prix i 2007 med sangen "Husker du", der ligeledes var skrevet af Cabble og Mathiesen. Sangen kvalificerede sig ikke videre fra semifinalerne.
Til Dansk Melodi Grand Prix 2008 fremførte Lasse Lindorff Cabbles sang "Hooked on You". I 2009-udgaven havde hun to sange med: Claus Christensens "Big Bang Baby", som hun skrev i samarbejde med popduoen Nordstrøm, og Sukkerchoks "Det' det", som var skrevet sammen med Mogens Binderup og Lasse Lindorff.
I 2010-udgaven af Dansk Melodi Grand Prix havde hun ligesom det forrige år to sange med: Sukkerchok med "Kæmper for kærlighed" og Silas & Kat med "Come Come Run Away".
Lise Cabble vandt med sangen "New Tomorrow", som hun havde skrevet sammen med Jakob Glæsner, ved Dansk Melodi Grand Prix 2011. Sangen blev fremført af poprockgruppen A Friend in London, og fik en femteplads ved Eurovision Song Contest 2011.
Ved Dansk Melodi Grand Prix 2012 havde hun skrevet sangen "Universe" sammen med Boe Larsen og Simon Borch, der blev fremført af Karen Viuff.
Lise Cabble vandt for tredje gang ved Dansk Melodi Grand Prix 2013 med Emmelie de Forest og sangen "Only Teardrops", som hun havde skrevet sammen med Julia Fabrin Jakobsen og Thomas Stengaard.  Sangen vandt efterfølgende Eurovision Song Contest 2013.
Til Dansk Melodi Grand Prix 2015 skrev hun sangen "Tæt På Mine Drømme" sammen med Maria Danielle Andersen og Jakob Schack Glæsner.
Ved Dansk Melodi Grand Prix 2018 kom hendes Starlight fremført af Anna Ritsmar frem til finalen.
Til Dansk Melodi Grand Prix 2019 skrev hun tre sange og vandt med "Love Is Forever" skrevet med Emil Lei og Melanie Wehbe og fremført af Leonora.
Til Dansk Melodi Grand Prix 2021 har hun skrevet sangen "Silver Bullet" sammen med Gisli Gislason, Rasmus Duelund & August Emil. Sangen fremføres af The Cosmic Twins.

## Øvrig sangskrivervirksomhed
Lise Cabble har desuden skrevet sange til blandt andre Celina Ree ("Kortslutning" m.fl.), Johnny Deluxe ("Catwoman" m.fl.), Peter Frödin ("Blue Christmas"), Michael Learns to Rock ("When Tomorrow Comes"), MariaMatilde Band ("Kun dig"), Sanne Salomonsen ("Taxa" m.fl.) og Mohamed Ali ("Rocket" m.fl.).

## Eurovision Song Contest
| År   | Sang                  | Artist             | Komponist(er) / tekstforfatter(e)                    | Placering |
| ---- | --------------------- | ------------------ | ---------------------------------------------------- | --------- |
| 1995 | "Fra Mols til Skagen" | Aud Wilken         | Lise Cabble, Mette Mathiesen                         | 5         |
| 2011 | "New Tomorrow"        | A Friend in London | Lise Cabble, Jakob Glæsner                           | 5         |
| 2013 | "Only Teardrops"      | Emmelie de Forest  | Lise Cabble, Julia Fabrin Jakobsen, Thomas Stengaard | 1         |
| 2019 | "Love is Forever"     | Leonora            | Lise Cabble, Melanie Wehbe, Emil Lei                 | 12        |